# Anja Naglič
Anja Naglič (* 1976) ist eine slowenische Übersetzerin und Germanistin.

## Leben und Werk
Naglič schloss 2002 ihr Studium der Germanistik und Kultursoziologie an der Philosophischen Fakultät der Universität Ljubljana ab. Während des Studiums verbrachte sie Auslandsaufenthalte an den Universitäten Leipzig und Graz.
Seit Ende der 1990er-Jahre wirkt sie als Übersetzerin aus dem Deutschen ins Slowenische, sie übersetzt Werke aus dem Bereich Belletristik, Soziologie und Geschichte, darunter Werke von Autoren wie Ilse Aichinger, Franz Kafka, Georg Heym, Siegfried Kracauer, Vilém Flusser, Theodor W. Adorno. Weitere Schwerpunkte ihrer Arbeit sind Übersetzungen aus dem Bereich Film sowie Untertitelungen. Seit 2001 ist sie Leiterin der Abteilung Filmuntertitelung in der slowenischen Kinemathek (Slovenska kinoteka) und hatte diese Rolle auch bei verschiedenen Filmfestivals sowie vier Jahre am Programmkinozentrum Kinodvor in Ljubljana tätig. Außerdem ist sie als Filmkritikerin und -Publizistin aktiv. Naglič ist Herausgeberin einer Sammlung verschiedener Texte Siegfried Kracauers zum Thema Film (Filmska čitanka, 2017; "Filmlesebuch"). Des Weiteren fertigte sie slowenische Untertitel für Filme von u. a. Georg Wilhelm Pabst, Erich von Stroheim, Friedrich Wilhelm Murnau, Leontine Sagan, Fritz Lang, Ernst Lubitsch, Lotte Reiniger, Markus Imhoof, Michael Haneke, Werner Herzog, Harun Farocki, Rainer Werner Fassbinder, Wim Wenders und Ruth Beckermann an.
Im Jahr 2005 wurde sie in den Verband slowenischer Literaturübersetzer aufgenommen, in dessen Verwaltungsausschuss sie seit 2012 Mitglied ist. Im Studienjahr 2005–2006 war sie Assistentin am Fachbereich Germanistik der Philosophischen Fakultät der Universität Ljubljana. Für ihre Arbeit erhielt sie zahlreiche Stipendien, zudem hatte sie mehrere Wohn- und Fortbildungsaufenthalte im Zusammenhang mit ihrer Arbeit in Leipzig, Strahlen (NRW), Wien und Salzburg.  2016 erhielt sie ein Schritte-Stipendium der S. Fischer Stiftung und war zu Gast im Literarischen Colloquium Berlin. Für zwei ihrer Übersetzungen wurde sie mit der Übersetzungsprämie der österreichischen Bundesregierung ausgezeichnet: 2016 für die Übersetzung von Franz Werfels Eine blassblaue Frauenschrift und 2018 für die Übersetzung von Der Gefesselte von Ilse Aichinger. 2022 erhielt sie für ihre Übersetzung von Siegfried Kracauers Das Ornament der Masse den Jerman-Preis (Jermanova nagrada).

## Publikationen (Auswahl)

### Übersetzungen
- Franz Kafka: Pisma Felice Bauer 1912–1913. Ljubljana: Beletrina, 2008. (Dt. Briefe an Felice Bauer 1912–1913)
- Vilém Flusser: K filozofiji fotografije. Ljubljana: ZSKZ / Društvo za oživljanje zgodbe 2 koluta, 2010. (Dt. Für eine Philosophie der Fotografie)
- Georg Heym: Tat: knjiga novel. Ljubljana: Književno društvo Hiša poezije, 2012. (Dt. Der Dieb: Ein Novellenbuch)
- Siegfried Kracauer: Uslužbenci. Poročilo iz najnovejše Nemčije. Ljubljana: Založba /*cf, 2013. (Dt. Die Angestellten)
- Franz Werfel: Bledomodra ženska pisava. Ljubljana: Modrijan, 2015. (Dt. Eine blaßblaue Frauenschrift)
- Franz Kafka: Pisma Felice Bauer 1913–1917. Ljubljana: Študentska založba, 2017. (Dt. Briefe an Felice Bauer 1912–1913)
- Ilse Aichinger: Zvezanec. Ljubljana: LUD Literatura, 2017. (Dt. Der Gefesselte)
- Siegfried Kracauer. Ornament Množice. Eseji. Založba /*cf., 2021. (Dt. Das Ornament der Masse)

### Herausgeberschaften
- Kracauer, Siegfried. Filmska čitanka. Ljubljana: Slovenska kinoteka, 2017.